# 吉田潮
吉田 潮（よしだ うしお、1972年4月6日 - ）は、日本の女性ライター、イラストレーター。
千葉県船橋市出身。法政大学法学部政治学科卒業。 現夫は元俳優で静岡県の老舗干物店・久保田商店社長の久保田光治、姉にイラストレーターの地獄カレーがいる。

## 来歴
編集プロダクション勤務を経て、2001年からフリーに。医療、健康、下ネタ、テレビ、社会全般など幅広く執筆。
自らの異性交遊から離婚に至った実体験を赤裸々に綴った『幸せな離婚』（生活文化出版）を出版。2010年以降、『40歳からの新・大人の愉しみ』などの熟年世代を対象としたセックスマニュアル本を出版する。
このほかテレビ評論家としても活動し、2010年4月より『週刊新潮』にて連載「TVふうーん録」の執筆を始めた。番組批評に女性や社会に対する考察も交えている。ラブピースクラブ、ビジネスジャーナルなどインターネットメディアにも連載を持つ。
2010年、久保田と再婚。久保田とは、2005年に新宿のバーで出会った。静岡と東京で遠距離別居婚をしている。※2022年現在
吉田が34歳のときうっかり「子どもが欲しい病」にかかってしまい（本人談）、39歳のときに不妊治療にも挑戦している。
漫画家の安彦麻理絵とは親友にあたる。

## 著書
- 幸せな離婚（2006年12月、生活文化出版）
- 40歳からの新・大人の愉しみ（2010年8月、永岡書店〈ナガオカ文庫〉）
- 40歳から極める新・大人の歓び（2011年7月、永岡書店〈ナガオカ文庫〉）
- 気持ちいいこと。（2012年、宝島社〈宝島社sugoi文庫〉）
- 2人で愉しむ新・大人の悦楽（2012年7月、永岡書店〈ナガオカ文庫〉）
- TV大人の視聴 （2014年、講談社　前述の「TVふうーん録」を単行本にまとめたもの）
- 産まないことは「逃げ」ですか？（2017年9月、KKベストセラーズ）
- くさらない「イケメン」図鑑 （2019年6月、河出書房新社）
- 親の介護をしないとダメですか？（2019年9月、KKベストセラーズ）
- ふがいないきょうだいに困ってる～「距離を置きたい」「縁を切りたい」家族の悩み～ (2023年5月、光文社)